# جزایر اژه

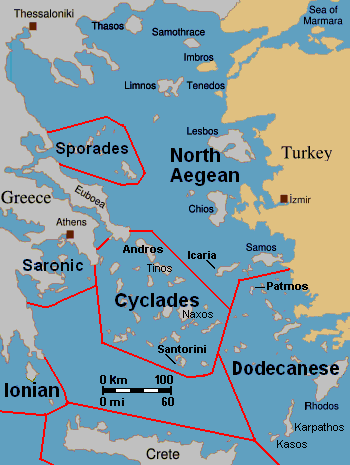
نقشه جزایر دریای اژه گروه‌های جزیره‌ای در این دریا را نشان می‌دهد

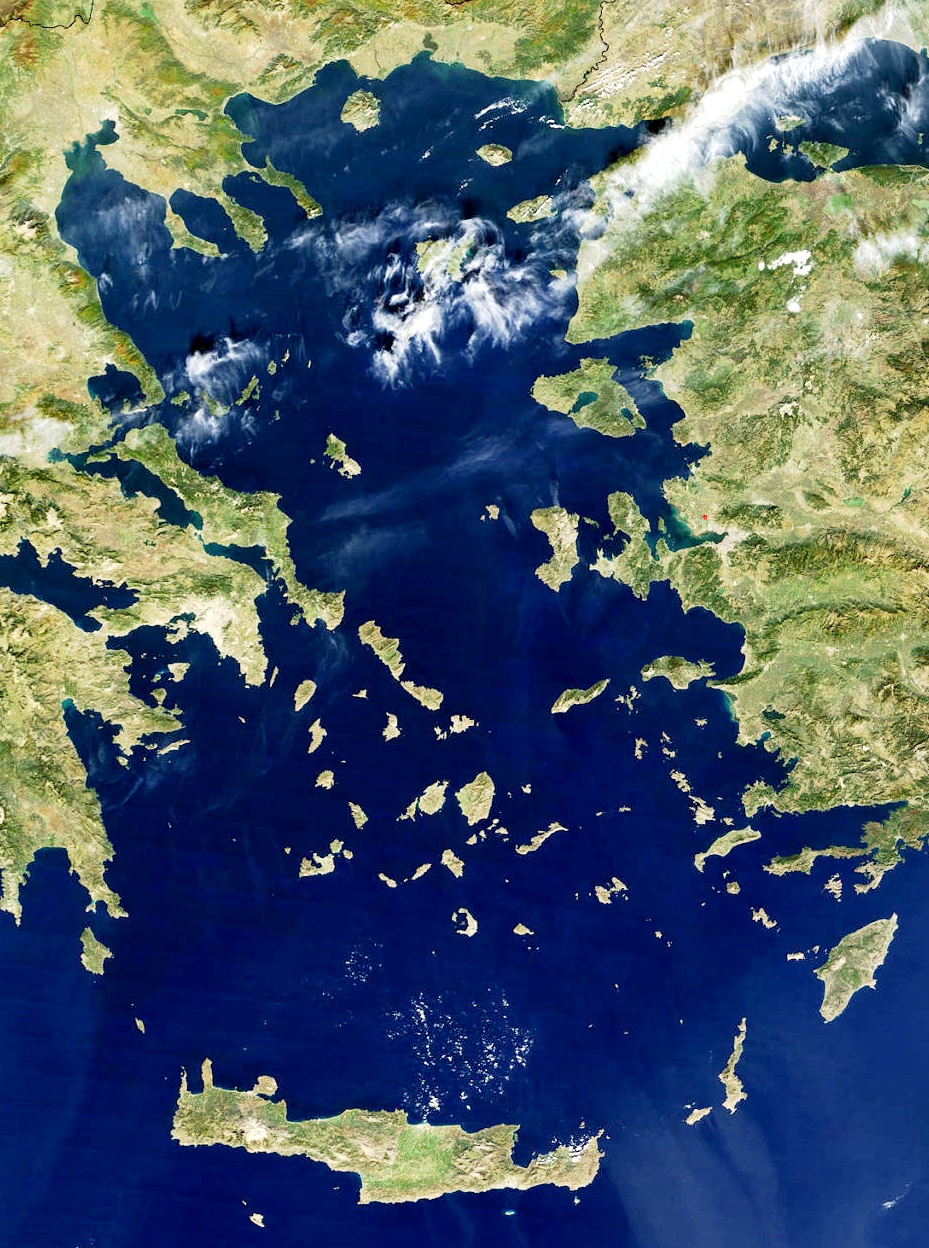
نمای ماهواره‌ای از دریای اژه و جزایرش

جزایر دریای اژه (یونانی: Νησιά Αιγαίου ; ترکی استانبولی: Ege Adaları) گروهی از جزایر در دریای اژه هستند که در شرق و جنوب سرزمین اصلی یونان، غرب ترکیه و شمال جزیره کرت و مجاورت جزیره رودس، کارپاتوس و کاسوس قرار دارند. نام یونانی باستان برای واژهٔ مجمع الجزایر (ἀρχιπέλαγος , archipelagos) از ریشهٔ کلمهٔ اژه بود و بعداً به جزایری که شامل آن است گفته شد و اکنون به‌طور کلی‌تر برای اشاره به هر گروه جزیره‌ای استفاده می‌شود.
امروزه اکثریت قریب به اتفاق جزایر دریای اژه متعلق به یونان است و این جزایر بین ۹ منطقه اداری تقسیم شده‌است. تنها جزایر قابل توجه ترکیه در دریای اژه، ایمبروس (Gökçeada) و تندوس (Bozcaada) در قسمت شمال شرقی دریا هستند. جزایر مختلف کوچکتر در سواحل غربی ترکیه نیز تحت حاکمیت ترکیه هستند.
این جزایر دارای تابستان‌های گرم و زمستان‌های معتدل، آب و هوای مدیترانه‌ای تابستان گرم (Cfa در طبقه‌بندی آب و هوای کوپن) هستند.

## گروه‌ها
جزایر دریای اژه به‌طور سنتی به هفت گروه از شمال به جنوب تقسیم می‌شوند:
- جزایر شمال شرقی دریای اژه
- اوبویا
- اسپورادها (اسپوراد شمالی)
- سیکلاد
- جزایر سارونیک
- دودکانیز (اسپوراد جنوبی)
- کرت

اصطلاح جزایر ایتالیایی دریای اژه (ایتالیایی: Isole Italiane dell’Egeo) گاهی اوقات برای اشاره به جزایر دریای اژه که در طول جنگ ایتالیا-ترکیه در سال ۱۹۱۲ توسط ایتالیا تسخیر شد و (از طریق معاهده لوزان) از سال ۱۹۲۳ تا ۱۹۴۷ ضمیمه خاک آن شد، استفاده می‌شود و به دودکانیس، شامل رودس و کاستلوریزو، مشتمل است. در پیمان صلح در سال ۱۹۴۷، این جزایرِ تحت کنترلِ ایتالیا، به یونان واگذار شد.